# Чиссумба, Франсишку
Франсишку Эдгар Чиссумба Родригеш (порт. Francisco Edgar Chissumba Rodrigues, род. 29 мая 2005, Брага) — португальский футболист мозамбикского происхождения, защитник клуба «Брага».

## Клубная карьера
Чиссумба — воспитанник клуба «Брага». В 2023 году игрок дебютировал за дублирующий состав. 26 января 2025 года в матче против «Боавишты» он дебютировал в Сангриш лиге.